# Pringkasap
Pringkasap is een bestuurslaag in het regentschap Subang van de provincie West-Java, Indonesië. Pringkasap telt 9594 inwoners (volkstelling 2010).